# Mchowo (gromada)
Mchowo – dawna gromada, czyli najmniejsza jednostka podziału terytorialnego Polskiej Rzeczypospolitej Ludowej w latach 1954–1972.
Gromady, z gromadzkimi radami narodowymi (GRN) jako organami władzy najniższego stopnia na wsi, funkcjonowały od reformy reorganizującej administrację wiejską przeprowadzonej jesienią 1954 do momentu ich zniesienia z dniem 1 stycznia 1973, tym samym wypierając organizację gminną w latach 1954–1972.
Gromadę Mchowo z siedzibą GRN w Mchowie utworzono – jako jedną z 8759 gromad na obszarze Polski – w powiecie przasnyskim w woj. warszawskim, na mocy uchwały nr VI/10/16/54 WRN w Warszawie z dnia 5 października 1954. W skład jednostki weszły obszary dotychczasowych gromad Kijewice i Mchowo ze zniesionej gminy Chojnowo a także obszar dotychczasowej gromady Oględa oraz wieś Mchówko z dotychczasowej gromady Bartniki ze zniesionej gminy Karwacz w tymże powiecie. Dla gromady ustalono 12 członków gromadzkiej rady narodowej.
31 grudnia 1959 do gromady Mchowo przyłączono obszar zniesionej gromady Romany-Sebory w tymże powiecie (bez wsi Łanięta i Morawy Wielkie).
Gromadę zniesiono 1 stycznia 1969, a jej obszar włączono do gromady Krzynowłoga Mała (wsie Kaki-Mroczki, Romany-Fuszki, Romany-Janowięta i Romany-Sebory) i do nowo utworzonej gromady Przasnysz (wsie Mchowo, Mchówko, Trzcianka, Kijewice i Oględa) w tymże powiecie.